# TSV Gräfelfing
Der TSV Gräfelfing ist ein Sportverein aus der Gemeinde Gräfelfing im oberbayerischen Landkreis München. Er hat nach eigenen Angaben 13 Abteilungen und über 3200 Mitglieder (Stand 2018).
Die Tischtennis-Herrenmannschaft spielte in der Saison 2004/05 und in der Saison 2010/11 in der Bundesliga.

## Vereinsgeschichte
Der Verein wurde 1926 zunächst mit einer Fußballabteilung gegründet. Zwei Jahre später hatte er bereits 250 Mitglieder, zugleich kam die Tennissparte hinzu. 1931 folgten die Handballer. Während des Zweiten Weltkrieges kam der Sportbetrieb zum Erliegen. Danach erfolgte kontinuierlich der Wiederaufbau sowie nach und nach die Gründung weiterer Sparten.
Der Verein gliedert sich in die 13 Abteilungen:
- Basketball
- Berg- und Skisport
- Fußball
- Handball
- Karate, Aikido und Taiji
- Leichtathletik
- Schwimmen
- Square Dance
- Tennis
- Tischtennis
- Triathlon
- Turnen
- Volleyball

## Leichtathletik
- Stabhochsprung (BLV-Leistungsstützpunkt und Außenstelle des Bundesstützpunktes München seit Januar 2013)
- Sprint
- Mittel- und Langstreckenlauf
- Hürdenlauf
- Wurfdisziplinen (Speer, Diskus, Kugelstoßen)

Der Stabhochsprungstützpunkt richtet pro Jahr drei Stabhochsprungwettkämpfe aus, von denen das Touch-the-clouds-Festival am letzten Pfingstferienwochenende die größte Veranstaltung seiner Art in Deutschland ist. Zudem gibt es ein Saisonabschlussspringen am letzten Sommerferienwochenende und das große Weihnachtsspringen am Winterstandort der Stabhochspringer in der Werner-von-Linde-Halle im Olympiapark München (immer am Samstag vor dem 3. oder 4. Advent).

## Tischtennis
Die Tischtennisabteilung besteht seit 1967. Nach mehrmaligen Aufstiegen unter dem Manager Ernst Deisinger wurde die Herrenmannschaft mit Ronald Redjep (Kroatien), Anton Kutis, Christian Mersi, Martin Schauer, Werner Schaffer und Alexander Yahmed Meister der Regionalliga Süd Bayern, verstärkten sich mit dem Russen Maxim Shmyrev und stiegen in die 2. Bundesliga auf. Hier spielten sie sechs Jahre lang. In der Saison 2003/04 gelang in der Besetzung Richard Prause, Yang Lei, Gabriel Stephan, Daniel Demleitner, Martin Schauer, Joseph Hong und Alexander Yahmed der Aufstieg in die 1. Bundesliga. Da man sich aus finanziellen Gründen nicht geeignet verstärken konnte, blieb die Mannschaft hier ohne Sieg und konnte den ersten Abstieg seit Bestehen der Tischtennisabteilung nicht vermeiden.
Nach weiteren fünf Jahren in der 2. Bundesliga erfolgte 2010 der Wiederaufstieg in die heutige DTTL. Dieser wurde mit einer Mannschaft erreicht, in der nur deutsche Spieler antraten. Gräfelfing war damit der einzige Verein in der 2. Bundesliga, der keine Ausländer einsetzte. Zwar wurde das Team nur Dritter, aber die beiden besser Platzierten verzichteten, indem sie keine Lizenz für die DTTL beantragten.
In der Saison 2010/11 spielte die Mannschaft in der Besetzung
- Sharath Kamal Achanta (Indien)
- Nico Christ
- Gabriel Stephan
- Stefan Frasch

2011 zog der Verein die Herrenmannschaft aus finanziellen Gründen in die Bayernliga zurück.
Die Damenmannschaft spielt in der Bayernliga. Daneben sind 2010/11 noch vier Herren- und vier Jugendmannschaften aktiv.

## Handball
Die Handballabteilung des TSV Gräfelfing wurde 1931 gegründet und war bis 1986 eine erfolgreiche Abteilung des TSVG. Größter Erfolg der TSV-Handballer war die Oberbayerische Meisterschaft und der damit verbundene Aufstieg in die damals viertklassige Handball Landesliga. 
- Aufstieg in die Landesliga (4. Liga) 1977
- Oberbayerischer Meister 1977

Von 1986 bis 2022 war der TSV Gräfelfing in einer Spielgemeinschaft mit dem TV Planegg-Krailling und dem DJK Würmtal als „HSG Würm-Mitte“ organisiert. 2003 ist der DJK Würmtal aus der SG ausgeschieden. Seit 2022 besteht wieder die Spielgemeinschaft aus den Hauptvereinen des TSV Gräfelfing und dem DJK Würmtal. Der Name wurde um die Zahl 22 ergänzt und lautet nun „HSG Würm-Mitte 22“. 